# Qaragozlu
Qaragozlu (Karagozlu, Karagözlü), turkijsko pleme iz skupine Oguza nastanjeno na sjeverozapadu Irana. Populacija im broji oko 2.300 ljudi (2008). Govore dijalektom južnoazerbajdžanskog jezika.